# Kulturgut

Kennzeichen für geschütztes Kulturgut

Kulturgut bezeichnet im allgemeinen Sprachgebrauch „etwas, was als kultureller Wert Bestand hat und bewahrt wird“ (Duden). Ein Kulturgut muss nicht an Materie gebunden sein, jedoch ist eine Beständigkeit erforderlich.
Die Gesamtheit der menschlichen Kulturgüter wird als kulturelles Erbe oder Kulturerbe bezeichnet (englisch cultural heritage). Dazu gehören dingliche Objekte, beispielsweise des internationalen UNESCO-Welterbes oder, gemäß den Dokumentationen von Blue Shield, des Weltdokumentenerbes oder der als eingetragenes Kulturgut geschützten Archivalien wie der Musikbibliothek Peters. Aber auch die nicht an Objekte gebundenen Güter des immateriellen Kulturerbes einschließlich der mündlichen Überlieferungen sind Kulturgüter. Dazu gehören auch überlieferte Bräuche, darstellende Künste, gesellschaftliche Rituale und Feste sowie das Wissen der Menschen.
Der Begriff des héritage (französisch für „Erbe“) wurde Ende des 18. Jahrhunderts von Henri-Baptiste Grégoire (Bischof von Blois) geprägt. Es gibt umfangreiche rechtliche Bestimmungen zum Schutz der Kulturgüter.

## Begriff und Wesen
Die Bezeichnung Kulturgut wird im deutschen Sprachraum vielfältig verwendet und umfasst sowohl bewegliche als auch unbewegliche sowie immaterielle Güter. Kulturgüter sind in der Regel von archäologischer, geschichtlicher, literarischer, künstlerischer oder wissenschaftlicher Bedeutung. Materielle Kulturgüter können Bestände von Bibliotheken, Archiven und Museen, aber auch Bodendenkmäler und Gebäude (Baudenkmäler wie Kirchen, Klöster, Schlösser) sein. Seit den 1960er-Jahren werden auch Werke der technischen Kultur verstärkt als Kulturgut anerkannt, beispielsweise historische Produktionsanlagen oder Verkehrsmittel. Immaterielle Kulturgüter sind zum Beispiel Sprachen, aber auch Lieder und regionale Kulturtraditionen, Kenntnisse und Fähigkeiten, die schriftlich dokumentiert sind oder auch nur mündlich überliefert werden und dadurch im Bewusstsein von Menschen vorhanden sind. Immaterielles Kulturerbe im Sinne der UNESCO wird von menschlichem Wissen und Können getragen und von einer Generation an die nächste weitergegeben. Es prägt das gesellschaftliche Zusammenleben und leistet einen wichtigen Beitrag zur nachhaltigen Entwicklung von Gesellschaften. Bekannte Kulturgüter stammen zwar häufig aus der Hochkultur; sie können aber auch zur Volkskultur, der Alltagskultur oder Industriekultur gehören.
Nach der Österreichischen Gesellschaft für Kulturgüterschutz werden Kulturgüter im engeren Sinn und Kulturgüter im weiteren Sinn unterschieden. Kulturgüter im engeren Sinn sind bewegliche und unbewegliche Güter, die in ihrer Gesamtheit das kulturelle Erbe eines Volkes symbolisieren. Dazu zählen historische Bauwerke, weltliche und sakrale Gegenstände, Bibliotheken und Archive ebenso wie archäologische Fundstätten, historische Gärten und Industriedenkmale. Kulturgüter im weiteren Sinn umfassen alle Formen traditioneller Kultur, also kollektive Werke, die von einer Gemeinschaft hervorgebracht werden und oftmals auf mündlicher Überlieferung beruhen. Hinzu zählen Sprache, Bräuche, Musik, Tänze, Rituale, Feste, traditionelle Medizin und Wissen um Heilpflanzen sowie alle Arten von Fertigkeiten, die mit den materiellen Aspekten von Kultur in Verbindung stehen wie Werkzeuge und Habitat (Wohnstätte, Siedlung). Zusammengefasst kann man unter dem Begriff „Kulturgut“ also Symbole nationaler, regionaler oder lokaler Identität verstehen, welche neben ihrer materiellen auch eine ideelle Bedeutung für ein Volk oder eine Volksgruppe haben.
Häufig wird der Begriff Kulturgut verwendet, wenn es um den „Erhalt“ von bewahrens- oder schützenswerten Kulturgütern oder um den erfolgten oder drohenden „Verlust“ in Kriegen, bei Katastrophen oder durch Antikenhehlerei geht. Der Übergang von der Plünderung und Zerstörung von Kulturgut durch Unruhen und den teilweisen Zusammenbruch der öffentlichen Ordnung bis hin zur Zerstörung von Kulturgut im Zuge von Kampfhandlungen ist fließend. Nachhaltige und systematische Zerstörungen von Kulturgut bzw. Welterbe gibt es typischerweise oft bei Konflikten mit interethnisch-interreligiösem Charakter. Das betrifft zum Beispiel die Zerstörung der Buddha-Statuen in Bamiyan, Afghanistan, oder die Plünderungen und Zerstörungen im Irak in Folge des dritten Golfkriegs 2003, aber auch in Syrien, Ägypten, Libyen, Mali und im Libanon. Auch der Schutz von Sprachen ist in diesem Zusammenhang außerordentlich wichtig, denn gerade sie können als symbolträchtiges Kulturgut zum Angriffsziel werden und die Unterdrückung einer Sprache kann ihre Sprecher empfindlich treffen.
Der Schutz von Kulturgut nimmt national und international zunehmend einen breiten Raum ein. Völkerrechtlich versuchen die UNO und die UNESCO dazu Regeln aufzustellen und durchzusetzen. Dabei geht es nicht darum, das Eigentum einer Person zu schützen, sondern es steht das Bewahren des kulturellen Erbes der Menschheit im Vordergrund. Es sollen damit auch das besonders sensible kulturelle Gedächtnis, die gewachsene kulturelle Vielfalt und die wirtschaftliche Grundlage (wie zum Beispiel des Tourismus) eines Staates, einer Region oder einer Kommune erhalten werden. Dabei besteht auch ein Zusammenhang zwischen Kulturgutzerstörung und Fluchtursachen, wie Karl von Habsburg bei einem Kulturgutschutz-Einsatz im April 2019 im Libanon mit der United Nations Interim Force in Lebanon erläuterte: „Kulturgüter sind ein Teil der Identität der Menschen, die an einem bestimmten Ort leben. Zerstört man ihre Kultur, so zerstört man damit auch ihre Identität. Viele Menschen werden entwurzelt, haben oft keine Perspektiven mehr und flüchten in der Folge aus ihrer Heimat.“
Es reicht jedoch nicht, völkerrechtliche Normen wie das Zweite Protokoll zur Haager Konvention zum Schutz von Kulturgut bei bewaffneten Konflikten oder das Doha-Statement der Conference of ‘Ulamâ on Islam and Cultural Heritage zu entwickeln, wie es in den vergangenen Jahren geschehen ist. Darüber hinaus ist es notwendig, diese Normen global wirkungsvoll zu implementieren und umzusetzen. Mit der Definition, Inventarisierung, Schutz und Wiederherstellung von Kulturgut beschäftigen sich die UNESCO sowie ihre Partnerorganisationen wie Blue Shield International. Blue Shield International und seine nationalen Organisationen haben dazu zum Beispiel Projekte in Konfliktzonen und Kriegsgebieten im Irak, in Syrien, Mali, Ägypten, Libyen und im Jemen durchgeführt. Das betrifft auch die Bezeichnung von zu schützendem Kulturgut, Erstellung von No-strike lists mit lokalen Experten, die Verknüpfung ziviler und militärischer Strukturen sowie die Ausbildung von militärischem Personal hinsichtlich des Schutzes von Kulturgut.

## Freiheit des Kulturlebens als Menschenrecht
Artikel 27 der Allgemeinen Erklärung der Menschenrechte befasst sich in zweifacher Hinsicht mit dem kulturellen Erbe: Es spricht dem Menschen einerseits das Recht auf Teilhabe am kulturellen Leben und andererseits einen Anspruch auf den Schutz seiner Beiträge zum kulturellen Leben zu:
1. „Jeder hat das Recht, am kulturellen Leben der Gemeinschaft frei teilzunehmen, sich an den Künsten zu erfreuen und am wissenschaftlichen Fortschritt und dessen Errungenschaften teilzuhaben.“
2. „Jeder hat das Recht auf Schutz der geistigen und materiellen Interessen, die ihm als Urheber von Werken der Wissenschaft, Literatur oder Kunst erwachsen.“

## Abgrenzung zum „Denkmal“

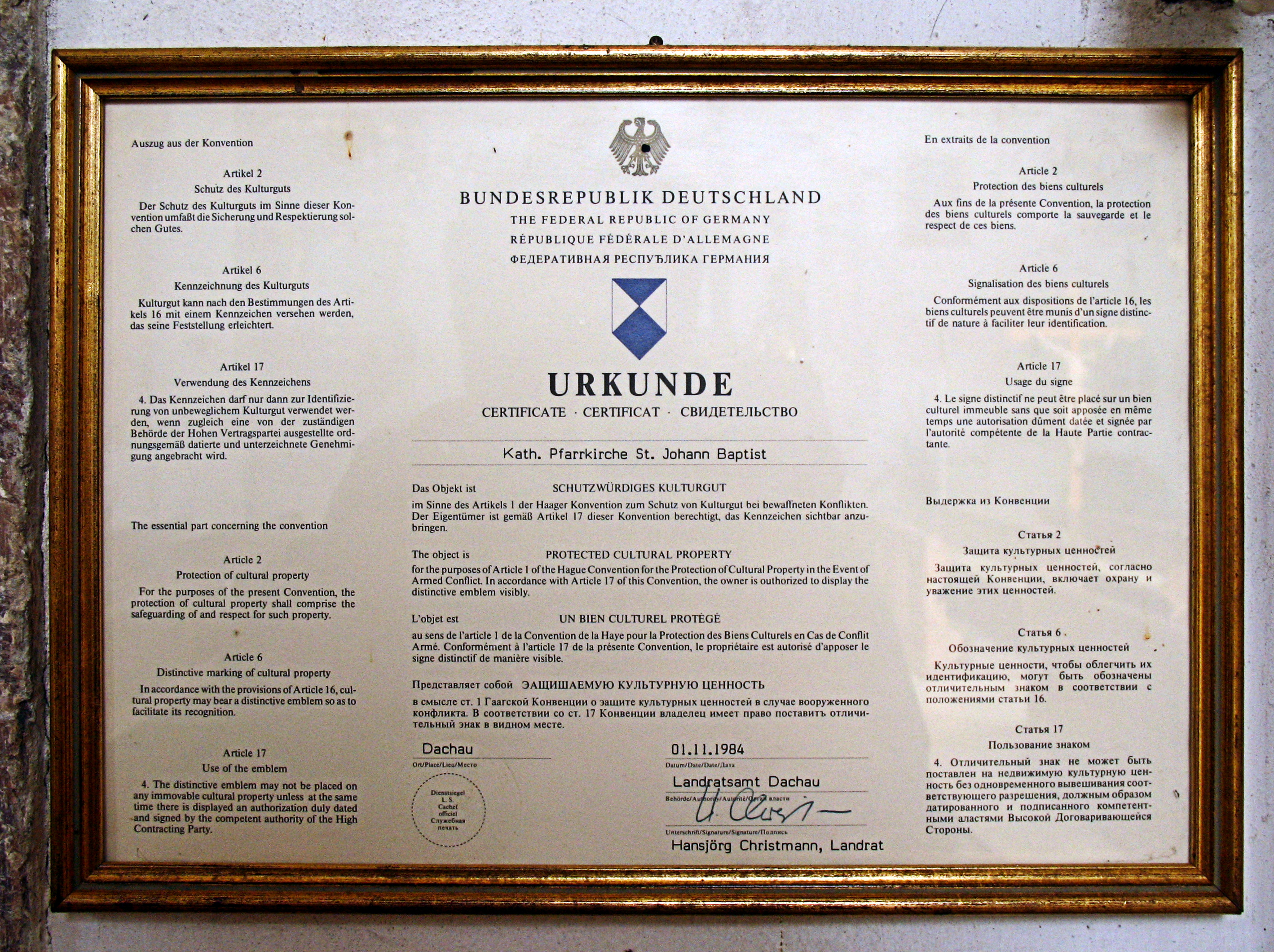
Kulturgut-Urkunde für eine Rokokokirche im oberbayerischen Bergkirchen

Das deutsche Recht kennt auch einen Rechtsbegriff Kulturgut. Er ist in § 2 Abs. 1 Nr. 10 KGSG legal definiert als „bewegliche Sache oder Sachgesamtheit von künstlerischem, geschichtlichem oder archäologischem Wert oder aus anderen Bereichen des kulturellen Erbes, insbesondere von paläontologischem, ethnographischem, numismatischem oder wissenschaftlichem Wert“.
Der Rechtsbegriff ist also enger konzipiert und bezieht sich nur auf bewegliches materielles Kulturgut. Er entspricht weitgehend einem Begriff von Kulturgut, den Kerstin von der Decken unter Auswertung zahlreicher internationaler und europäischer Vorschriften entwickelt hat. Als Charakteristikum eines Kulturguts im Rechtssinne wird ein kultureller Wert genannt, der aus der Verbindung von Kulturgut und zugehöriger Kultur entsteht und einem ständigen Wandel unterliegt.
Vom Rechtsbegriff des Kulturguts ist der Rechtsbegriff des Denkmals strikt zu trennen, auch wenn die Denkmalschutzgesetze der Länder teilweise auch Bestimmungen zum Schutz von beweglichem Kulturgut enthalten. Zwar gibt es neben Baudenkmälern und ortsfesten Bodendenkmälern auch nicht ortsfeste Denkmäler (bewegliche Denkmäler) wie eine historische Vereinsfahne, ein Relief, eine römische Scherbe oder Vase; der Denkmalschutz dient aber vor allem der Erhaltung und Pflege an Ort und Stelle (dem Bestandsschutz), während die beweglichen Kulturgüter vor allem gegen unrechtmäßigen grenzüberschreitenden Transfer (Abwanderung in das Ausland) geschützt werden (§ 5 KGSG). Der Kulturgüterschutz knüpft dazu an den Begriff des nationalen Kulturguts an (§ 1 KGSG). Dieser entstammt vor allem dem internationalen Recht wie dem UNESCO-Übereinkommen von 1970, das in seinen Erwägungsgründen unter anderem die Souveränität der einzelnen Staaten und den Schutz des eigenen Hoheitsgebiets auch gegen den Verlust von Kulturgut betont. Teilweise wird kritisiert, dass so verschiedene Rechtsbegriffe vermengt würden.
Ähnlich stellt sich die Rechtslage in der Schweiz dar, wo der Begriff des Kulturguts im Kulturgütertransfergesetz verwendet wird (Umsetzungsgesetzgebung der UNESCO-Konvention von 1970). In Österreich wird eine derart strikte Trennung nicht vorgenommen und der Kulturgutschutz im Denkmalschutzgesetz geregelt.
Der Schutz von Kulturgut ist vielfältig. Die Haager Konvention zum Schutz von Kulturgut bei bewaffneten Konflikten von 1954 nennt den Schutz als Aufgabe des Zivilschutzes. Gebäude erhalten mit einer Urkunde den Status „schutzwürdiges Kulturgut“ und werden mit einem blauweißen Rautezeichen (dem Emblem der genannten Haager Konvention) gekennzeichnet. In Deutschland ist das Bundesamt für Bevölkerungsschutz und Katastrophenhilfe (BBK) für die Durchführung entsprechender Maßnahmen zuständig.

## Europäisches Kulturerbe-Siegel und Kulturerbejahr
Im Jahre 2006 haben mehrere Mitgliedstaaten der Europäischen Union (EU) im spanischen Granada eine zwischenstaatliche Initiative zum Europäischen Kulturerbe-Siegel ins Leben gerufen. Dieses Siegel soll als staatliche Auszeichnung für bedeutende Kulturdenkmale, Kulturlandschaften oder Gedenkstätten gelten. Der Rat der Europäischen Union hat diese Initiative im November 2008 unterstützt und die EU-Kommission aufgefordert, einen Vorschlag für die Schaffung eines europäischen Kulturerbe-Siegels durch die EU zu unterbreiten und die praktischen Modalitäten für die Durchführung dieses Projekts festzulegen. Am 16. November 2011 hat das Europäische Parlament und der Rat die Schaffung einer Maßnahme für das Europäische Kulturerbe-Siegel beschlossen. Das Siegel soll einen Mehrwert anstreben und andere Initiativen ergänzen, beispielsweise die UNESCO-Liste des Welterbes, die repräsentative UNESCO-Liste des immateriellen Kulturerbes der Menschheit und die Initiative des Europarats (siehe Kulturroute des Europarats, bis 2010 Europäische Kulturstraße). Eine europäische Jury aus dreizehn unabhängigen Experten wird hierzu eingerichtet und soll die Auswahl und Kontrolle auf der Ebene der EU durchführen.
Dem gemeinsamen Kulturerbe der Staaten der Europäischen Union ist das Jahr 2018 gewidmet. Dieses Jahr ist als Europäisches Kulturerbejahr proklamiert worden.